# Кобеко, Дмитрий Дмитриевич
Дмитрий Дмитриевич Кобеко (26 октября 1868 — 15 ноября 1914) — российский государственный  деятель, действительный статский советник (1909). Тульский и  Смоленский губернатор.

## Биография
Родился в семье действительного тайного советника Д. Ф. Кобеко; дед — тайный советник Ф. Ф. Кобеко; дядя — тайный советник П. Ф. Кобеко.
В службе  и классном чине с 1889 года после окончания с золотой медалью Императорского Александровского лицея.
С 1904 года статский советник — Казанский вице-губернатор, 25 сентября 1906 года получил ранение во время теракта, организованного эсерами.
С 1907 года назначен Тульским губернатором, в качестве губернатора оказывал помощь  Л. Н. Толстому. В 1909 году произведён в действительные статские советники.  С 1912 по 1914 годы был Смоленским губернатором.